# Jérémy Nzeulie
Jérémy Nzeulie, né le 15 février 1991 à Choisy-le-Roi dans le Val-de-Marne, est un joueur franco-camerounais de basket-ball. Il évolue aux postes de meneur et d'arrière.

## Biographie

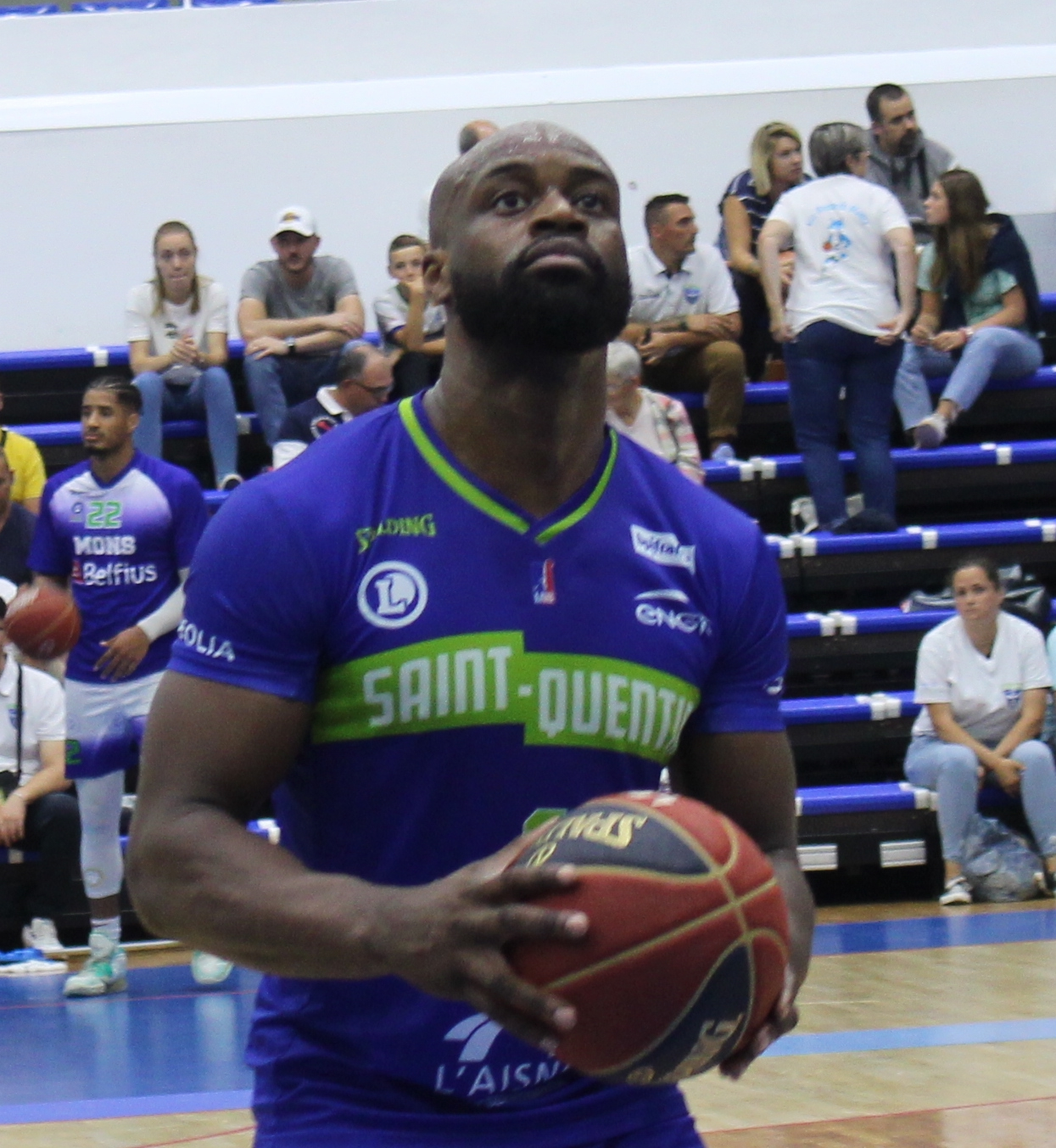
Jérémy Nzieulie à Saint-Quentin en 2022.

Jérémy Nzeulie est d'origine camerounaise, il a grandi dans un quartier HLM à Créteil dans le Val-de-Marne, il y passe toute sa jeunesse. Jusqu'à l'âge de 14 ans, Jérémy Nzeulie fait du football en club à Créteil et commence le basket-ball en minimes région[réf. nécessaire]. L'année d'après, il rejoint le club de Charenton en Minimes France et remporte le titre de champion de France cette même année. Entre-temps, Jérémy poursuit ses études au lycée Léon-Blum à Créteil[réf. nécessaire].
Formé à Charenton avec Evan Fournier, il intègre le centre de formation de Nanterre. Avec son club formateur, il devient champion de France de Pro A le 8 juin 2013 en s'imposant face à Strasbourg. Il termine la série avec 10,5 points de moyenne, véritable « facteur X » de la série. Le 17 juin 2013, il prolonge son contrat de trois ans avec Nanterre.
Depuis 2012, Jérémie Nzeulie joue pour l'équipe nationale du Cameroun. Ses qualités physiques et son shoot font de lui un joueur très complet considéré l'un des meilleurs défenseurs du championnat.
Le 20 mai 2016, il annonce son arrivée à l'Élan sportif chalonnais pour deux saisons après avoir passé huit ans à Nanterre.
En janvier 2021, Nzeulie est recruté comme pigiste médical par Boulazac Basket Dordogne en première division.
Le 25 septembre 2021, Jérémy Nzeulie devient pigiste médical pour 4 semaines dans le Loiret et pallie l'absence sur blessure de LaMonte Ulmer. Il est prolongé jusqu'en novembre. Le 22 novembre 2021, le club d'Orléans Loiret Basket annonce la fin de sa pige. Le 25 janvier 2022, Jérémy Nzeulie signe un contrat pour le reste de la saison avec l'Orléans Loiret Basket.
Le 30 juillet 2022, il signe à Saint-Quentin, en Pro B pour une saison.
Le 13 juillet 2023, il quitte le monde professionnel et s’engage à Trappes en Nationale 3.

## Clubs successifs
- 2008-2011 :  JSF Nanterre (Pro B)
- 2011-2012 :  JSA Bordeaux (Pro B)
- 2012-2016 :  JSF Nanterre (Pro A)
- 2016-2018 :  Élan sportif chalonnais (Pro A)
- 2018-2020 :  SIG Strasbourg (Jeep Élite)
- 2021 :  Boulazac Basket Dordogne (première division)
- 2021-2022 :  Orléans Loiret Basket (Betclic Élite)
- 2022-2023 :  Saint-Quentin Basket-Ball (Pro B)
- Depuis 2023 :  ESC Trappes SQ Yvelines (Nationale 3)

## Palmarès
- Champion de France Pro A en 2013 avec Nanterre.
- Champion de France Pro A en 2017 avec Chalon-sur-Saône[5]
- Vainqueur de l'Eurochallenge 2015 avec Nanterre.
- Finaliste de la Coupe d'Europe FIBA 2017 avec Chalon-sur-Saône.

## Distinctions personnelles
- Vainqueur du concours de dunk du All-Star Game LNB 2016.